# Фридрих Вилхелм Бесел
Фридрих Вилхелм Бесел (на немски: Friedrich Wilhelm Bessel) е германски астроном, математик и геодезист, един от най-известните немски учени през 19 век.
Той е първият астроном, който определя надеждни стойности за разстоянието от Слънцето до друга звезда по метода на паралакса. Специален вид математическа функция, дефинирана за първи път от Даниел Бернули и обобщена от Фридрих Бесел, е наречена функция на Бесел след неговата смърт.

## Биография
Роден е на 22 юли 1784 година в Минден, Вестфалия, като втори син на държавен служител. През януари 1810 г., Бесел е назначен за директор на новоучредената обсерватория в Кьонигсберг от крал Фридрих Вилхелм III на Прусия. По препоръка на неговия колега математик и физик Карл Фридрих Гаус, той е удостоен с почетна докторска степен от Университета в Гьотинген през март 1811.
През 1842 г., Бесел взема участие в годишната среща на Британската асоциация за напредък на науката в Манчестър, придружен от геофизика Георг Адолф Ерман и математика Карл Густав Якоби.
Бесел се оженва за Йохана Хаген, дъщеря на химика и фармацевт Карл Готфрид Хаген, от която има двама сина и три дъщери.
Умира на 17 март 1846 година в Кьонигсберг на 61-годишна възраст.

## Научна дейност
Фридрих Бесел каталогизира около 50 000 звезди и математически предсказва съществуването на планета отвъд Уран. Той е първият, който измерва и публикува паралакса на звезда и по него определя разстоянието до звездата. От своите 18 месечни наблюдения на 61 от Орел, Бесел изчислява паралакса, отговарящ на разстояние от 3.18 парсека или 10.4 св.г., което е много близо до съвременната стойност от 11.2 св.г. Избира 61 от Орел, защото тя има най-голямото известно движение.
През 1841 г. Бесел известява, че Сириус и Процион имат по един невидим компаньон, причиняващ изменения в тяхното движение. Орбитата на компаньона на Сириус е изчислена 10 години по-късно, а този на Процион не е открит до 1896 г. По-късно става ясно, че тези две звезди са бели джуджета.

## Публикации
- Fundamenta Astronomiæ (1818)
- Tabulæ Regiomontanæ (1830)